# Friedenspolitik
Der Begriff Friedenspolitik wird aus dem Begriffspaar Politik und Frieden abgeleitet. Gemeint ist damit aber nicht nur die „große Politik“, sondern auch Bestrebungen im örtlichen und privaten Bereich:
Friedenspolitik erstrebt den Zustand eines verträglichen und gesicherten Zusammenlebens von Menschen auf verschiedenen Ebenen. Politisch war sie bereits Thema in manchen frühen Hochkulturen (z. B. in Altpersien) und in der Bibel, stand aber seit jeher im Gegensatz zur regionalen Konkurrenz und zur Großmachtpolitik.
Im 20. Jahrhundert wurde sie u. a. durch Friedensbewegungen, den Völkerbund und später die UNO institutionalisiert, wodurch vor allem regionale Konflikte verhindert werden konnten. Nach dem Zweiten Weltkrieg wurde sie als Gegenentwurf zum Kalten Krieg und einem drohenden Atomkrieg gesehen und mündete in zahlreiche Initiativen zur Abrüstung, Entspannung, zu politischem Konfliktmanagement (z. B. OSZE) und zur privaten Gewaltfreiheit. Auch die Etablierung von Geheimdiensten konnte manchen Konflikten vorbeugen, sie allerdings auch verstärken.
Heute beinhaltet Friedenspolitik auch Bestrebungen zur Vermeidung von Kriegsursachen, etwa im Bereich der Wirtschaft, der Entwicklungszusammenarbeit und der Armutsbekämpfung, der katholischen Soziallehre, in der Geschichtsforschung sowie durch Entwicklung einer Friedensethik, die Förderung der Bürgerrechte und die Sensibilisierung der Öffentlichkeit.

## Geschichte der Friedenspolitik
Da Frieden ohne ein Minimum an Ordnung und Einvernehmen nicht lange bestehen kann, ist heute der Begriff des Friedens eng mit dem des Rechts verknüpft. Eine der Voraussetzungen für einen auf Recht gegründeten Frieden ist aber ein ausreichendes Maß an Freiheit.
Strittig ist in der Friedenspolitik, ob sie nur das äußere, vor willkürlicher Gewalteinwirkung geschützte Verhältnis bearbeitet oder auch eine über die Friedfertigkeit hinausgehende innere Anteilnahme zum Gegenstand hat.
Frieden ist – von einigen Urgesellschaften abgesehen – meist ein von den Menschen herbeigeführter Zustand, der mehr oder weniger ausdrücklicher Sicherungen durch Macht und Vereinbarung bedarf.

### Älteste politische Zeugnisse und Bibel
Bereits in den ältesten politischen Zeugnissen der Kulturen spiegeln sich die Gefährdungen, Konflikt und Kämpfe, die mit der Durchsetzung staatlicher Ziele und persönlicher Lebensvorstellungen verbunden sind. In den offiziellen Quellen liegt die Betonung oft auf kriegerischer Selbstbehauptung nach außen, während im privaten Bereich die Konfliktregelung durch Kompromiss und Richterspruch überwiegt.
Im Innenverhältnis antiker Gesellschaften wird von den herrschenden göttlichen und menschlichen Mächten die Sicherung der Ordnung, also des inneren Friedens, erwartet. In diesem Sinne sind auch die großen Religionen, dieser Zeit, vor allem, wo sie mit der politischen Herrschaft kooperieren, „kriegsbereit“ nach außen, aber „friedfertig“ nach innen.

### Der Frieden im Alten Testament (Schalom)
Er meint das heilsame „Intaktsein“ einer Gemeinschaft, das als Gabe JHWHs, des gnädigen Schöpfers und seiner Gerechtigkeit erfahren wird. Frieden ist hier ein göttliches Geschenk, weniger eine menschliche Aufgabe.
Im zwischenmenschlichen Bereich ist der Schalom eine Friedensgeste des Willkommens, die sich bei orientalischen Nomaden aus der Aufnahmebereitschaft in der Oase bzw. an Wasserstellen entwickelt hat, die dem Neuankömmling gewährt wird. Sie ist oft mit einer Umarmung oder einer sonstigen kleinen Zeremonie verbunden. Die Verweigerung des Schalom konnte lebensbedrohend für den Ankömmlinge und ihre Viehherden sein.

### Das Neue Testament
verstärkt diese Auffassung, da seine gesamte Heilsbotschaft als Verkündigung des Friedens verstanden wird. Daher benützt Jesus oft die jüdische Grußformel (hebräisch שָׁלוֹם עֲלֵיכֶם „Schalom alejchem“; dt.: Der Friede sei mit euch). Theologisch ist in Jesus Christus der Friede der ganzen Welt beschlossen; wer ihm folgt, wird im Sinne der Bergpredigt zum Friedensstifter.

### Friedensbegriff in Spätantike und Mittelalter

#### Augustinus
Der bedeutende Kirchenlehrer Augustinus (354–430) unterscheidet im 19. Buch von „De civitate Dei“ streng zwischen dem geistigen und dem innerweltlichen Bereich. In letzterem wird der Friede mit Macht und Herrschaft gesichert, notfalls auch durch „gerechten Krieg“ (bellum iustum). Andererseits sieht Augustinus einen Bereich eschatologischer – die letzten Dinge betreffender – Friedenserwartung. Diese Art des Friedens ist den Möglichkeiten irdischer Politik entzogen.
Auch im Mittelalter galt großteils eine entsprechende Zweiteilung des Friedensbegriffs. Trotz dieser Trennung von „Weltfrieden“ und „Gottesfrieden“ war das Streben unübersehbar, der politischen Welt christliche Ordnungsvorstellungen aufzuprägen. „Pax et Iustitia“ (Frieden und Recht) lautete über Jahrhunderte die Zielbestimmung der öffentlichen Ordnung:

#### Das Recht
Es diente dem Frieden und war selbst Ausdruck des Friedens. In der Epoche des Gottes- und Landfriedens entwickelten sich die Herrschaftsinstanzen zu Trägern der Rechts- und Friedensidee. Im Ewigen Landfrieden von 1495 erreichte diese Entwicklung ihren Höhepunkt („Frieden in der Neuzeit“).
Globale Bedeutung gewannen die Prinzipien einer rechtlich verfassten „Friedensordnung“ im Zeitalter von Renaissance und Humanismus. Der führende humanistische Theologe Erasmus von Rotterdam verwarf den Krieg als naturwidrig und forderte zwischenstaatliche Garantieerklärungen und Schiedsgerichte.
Dennoch bestanden Zweifel an der Unvermeidbarkeit von Kriegen. Besonders stark wurden sie im Zeitalter der Aufklärung. Der Philosoph Immanuel Kant umriss in seinem Entwurf „Zum ewigen Frieden“ (1795) die Bedingungen einer globalen Rechtsordnung als Friedensordnung und postulierte eine unbedingte sittliche „Friedenspflicht“, die eine Rechtfertigung des Krieges als „Ultima Ratio“ ausschloss.
In der Folge ging jedoch aus der teilweisen Euphorie der Befreiungskriege und aus dem Nationalismus der europäischen Völker eine neue Kriegsbereitschaft hervor.

### Neuzeit und Aufklärung

#### 20. Jahrhundert
Besonders nach dem Zweiten Weltkrieg wuchs die Einsicht, dass sich Kriege in der Konsequenz gegen die Menschheit als Ganzes richten. Daher engagierten sich die Friedensbewegungen und die Friedensforschung in verstärktem Maße. Gleichzeitig entstand zwischen den Großmächten USA und UdSSR – unter der drohenden Gefahr eines Atomkrieges – das sogenannte Gleichgewicht des Schreckens, in dem sich in Europa die Militärbündnisse NATO und Warschauer Pakt gegenüberstanden. Wiederholte „Abrüstungsgespräche“ und die OSZE halfen, den großen Konflikt zu vermeiden, doch gab es regionale Stellvertreterkriege in anderen Kontinenten.
Nach der Wende von 1989/90 in Mittel- und Osteuropa wurde die Europäische Union das erfolgreichste Friedensprojekt der Welt. Doch auch nach der Auflösung des Warschauer Pakts drohen weiterhin Kriege. Sie werden
- um wirtschaftliche und politische Interessen geführt und/oder
- wegen Nationalitäten- und Glaubenskonflikten.

## Friedensforschung
Die Friedensforschung untersucht auch die „Bedingungen für innergesellschaftlichen Frieden“. Hier gibt es starke Querverbindungen zu sogenannten Friedensbewegungen, zur humanistischen bzw. christlichen Ethik, zu Fragen der Gerechtigkeit und der Sozialpolitik.

## Völkerrecht

### Heutige Auffassungen
Das „Völkerrecht“ definiert „Frieden als Zustand nichtkriegerischer Beziehungen zwischen Staaten“, der seinen Ausdruck in gegenseitigen diplomatischen Beziehungen, im Abschluss und der Durchführung von „Staatsverträgen“, in Handels-, Kultur- und Rechtsbeziehungen und im gegenseitigen „Schutz der Staatsangehörigen“ findet.
Der Friede wird nach herrschender völkerrechtlicher Auffassung durch Krieg unterbrochen und klassischerweise durch einen Friedensvertrag wiederhergestellt, dessen Vorbereitung meist ein Waffenstillstand ist. In der Regel werden bereits ausdrückliche Friedenserklärungen oder die Aufnahme diplomatischer Beziehungen bzw. des Handelsverkehrs als „Frieden durch schlüssiges Handeln“ akzeptiert („Friedenszustand de facto“).
Der Gedanke eines dauernden Friedens (siehe auch Pax Romana) ist die treibende Kraft in der „Friedenssicherung“.
Vereinte Nationen: Nach der UNO-Satzung ist jede „Verletzung des Friedens“ untersagt. Bereits die Gefahr einer kriegerischen Auseinandersetzung oder sonstiger Gewalthandlungen löst als Friedensbedrohung die in der Charta der Vereinten Nationen vorgesehenen Maßnahmen aus:
- Abwehr einer Gewaltmaßnahme nur in begrenztem Umfang
- Sanktionen gegen den friedensbedrohenden Staat

### Mittelalter
Mit dem Verfall des Römischen Reiches verlor die Politik in Europa wieder an Komplexität und die Gemeinwesen wurden wieder überschaubarer, Konflikte kleinräumiger. In der Zeit der Völkerwanderung und des frühen Mittelalters war Politik mehr kriegerische Machtpolitik und weniger durch Institutionen und allgemein akzeptierte Regeln geprägt. Je stärker der Fernhandel, Geld und Städte wieder an Bedeutung gewannen, desto wichtiger wurden wieder feste Machtzentren gebraucht und desto wichtiger wurden Institutionen. Beispielsweise bildeten sich die Hanse als Interessen- und Machtverbund einflussreicher, sich selbst regierender Städte. Ein wichtiges, relativ konstantes Machtzentrum war die Römisch-katholische Kirche. Aus sozialen Gemeinschaften, die bestimmten Führern die Treue schworen (Personenverbandsstaat) wurden langsam Erbmonarchien mit festen Grenzen.

### Entwicklung in der Neuzeit
In Frankreich entwickelte sich der Urtypus des absolutistischen Herrschers, in England entstand die an Recht und Gesetz gebundene konstitutionelle Monarchie. Dort waren bald auch die wohlhabenden Bürger offiziell an der Politik beteiligt. Mit der Zeit wurde dann das Zensuswahlrecht auf größere Teile der Bevölkerung ausgeweitet. In der Zeit der Aufklärung erdachten Gelehrte neue Modelle der Staatskunst. Statt Machiavellis Modell der absoluten Macht, das sein Buch 'Der Fürst' (Il Principe) zeichnete, definierte John Locke das Modell der Gewaltenteilung. Die Bürgerlichen Freiheiten wurden durch verschiedene Philosophen gefordert und mit Thomas Jeffersons Menschenrechtserklärungen und der amerikanischen Verfassung begann die Zeit der modernen Verfassungsstaaten. Die Französische Revolution und die Feldzüge Napoleons wälzten Europa um. Mit dem Code civil in Frankreich wurden die Bürgerrechte festgelegt, überall fielen allmählich die Standesschranken. Politik wurde zu einer Angelegenheit des ganzen Volkes. Es entstanden Parteien, die zuerst von außen eine Opposition organisierten, um später selbst die Regierung zu stellen. Einige Parteien wie die SPD oder später die Grünen entstanden aus sozialen Bewegungen wie der Arbeiterbewegung oder der Anti-Atom- und Friedensbewegung, andere formierten sich vor einem religiösen Hintergrund (Zentrum). Im 20. Jahrhundert kam es schließlich zur Herausbildung internationaler Organisationen mit zunehmenden Einfluss auf die Politik. Der erste Versuch im sogenannten Völkerbund eine Völkergemeinschaft zu bilden, scheiterte mit dem Zweiten Weltkrieg. Heute existieren neben den Vereinten Nationen als Vereinigung aller souveränen Staaten im Bereich der Wirtschaft zusätzlich die Welthandelsorganisation WTO. Im Übergang zwischen Internationaler Organisation und föderalen Staat befindet sich die Europäische Union.